# 송대선
송대선(1976년 1월 25일 ~)은 대한민국의 성우이다. 2014년에 KBS 공채 39기 성우로 입사하였다.

## 주요 출연작품

### 외화
- 닥터후 시즌 10(KBS) - 사이먼(로한 네드)
- 디셉션(KBS) - 바우어(탠크 세이드)

### 다큐
- 2015.08.12 ~ 2015.08.13 KBS 광복70년 특집다큐 <이상설 불꽃의 시간>
- 2015.11.18 KBS 시사기획 창 <노동위 심층 보고서 누가 심판하는가？>

### 라디오
연속낭독 (KBS 3라디오)
- 2015.01.06 ~ 2015.01.27 법륜 作 인생수업 (낭독)

라디오 독서실 (KBS 1라디오)
- 2014.02.23 이태영 作 길을 잃다 (김실장 役)
- 2014.03.23 편혜영 作 몬순 (상사 役)
- 2014.03.30 박형서 作 무한의 흰 벽 (병원 직원 役)
- 2014.04.13 임철우 作 세상의 모든 저녁 2편 (엿장수 役)
- 2014.04.20 윤고은 作 월리를 찾아라 (행인1 役)
- 2014.05.18 윤정환 作 짬뽕 (이병 役)
- 2014.05.24 하성란 作 여름의 맛 (홍 役)
- 2014.06.15 정지아 作 자본주의의 적 (선생님 役)
- 2014.07.06 정미경 作 목 놓아 운다 (남직원 役)
- 2014.07.13 최인석 作 초록이 지쳐 단풍 드는데 (손님4 役)
- 2014.08.03 장은호 作 생존자 (동기2 役)
- 2014.08.17 조동신 作 해골술잔 (박형사 役)
- 2014.08.31 이장욱 作 우리 모두의 정귀보 (기자1 役)
- 2014.09.14 전성태 作 성묘 (강중위 役)
- 2014.09.28 김용희 作 향나무 베개를 베고 자는 잠 (박물관장 役)
- 2014.10.05 윤이형 作 굿바이 (직원 役)
- 2014.11.02 손홍규 作 정읍에서 울다 (의사 役)
- 2014.11.16 정희선 作 쏘아 올리다 (남자2 役)
- 2014.11.30 황정은 作 누가 (집주인 役)
- 2014.12.14 강진 作 멸종의 기록 (경찰 役)
- 2014.12.21 은희경 作 금성녀 (완규 役)
- 2015.01.04 금방울전 (장삼 役)
- 2015.01.11 이은선 作 살사댄서의 냉풍욕 (상인2 役)
- 2015.01.18 이은희 作 선긋기 (13층 남자 役)
- 2015.01.25 장성욱 作 수족관 (매니저 役)
- 2015.02.08 전민석 作 다른 나라에서 (사람2 役)
- 2015.02.15 이만교 作 표정 관리 주식회사 (의사1 役)
- 2015.03.08 김희선 作 라면의 황제 (신입기자 / 동호회원1 役)
- 2015.03.15 이장욱 作 크리스마스 캐럴 (이사 役)
- 2015.03.29 천정완 作 동탯국 (남자 앵커 役)
- 2015.04.05 권여선 作 카메라 (장PD 役)
- 2015.04.12 하성란 作 개를 데리고 다니는 여인 (남편 役)
- 2015.04.26 최은영 作 한지와 영주 (수사 役)
- 2015.05.10 최지애 作 달콤한 픽션 (미주 남편 役)
- 2015.05.17 나경화 作 쿙쿙 (관광객 役)
- 2015.06.07 정이현 作 영영, 여름 (아빠 役)
- 2015.07.19 김성종 作 1973년 여름, 베를린의 안개 (장국장 役)
- 2015.08.09 정민철 作 귀로 (문석훈 役)
- 2015.08.23 양수련 作 호텔마마 (형사1 役)
- 2015.09.06 조해진 作 사물과의 작별 (아버지 役)
- 2015.09.27 장화홍련전 (장쇠 役)
- 2015.10.18 김금희 作 조중균의 세계 (형수 役)
- 2015.11.08 김나정 作 어쩌다 (해설)
- 2015.12.20 장성욱 作 데피니션과 저스티스 (72번 役)
- 2016.01.31 최정나 作 전에도 봐놓고 그래 (해설)

KBS 무대 (KBS 한민족 라디오)
- 2014.03.22 붕어빵 (과장 役)
- 2014.04.26 아버지의 땅 (정우 役)
- 2014.05.10 한영우 (수민 아빠 役)
- 2014.05.17 환승 (의사2 役)
- 2014.06.28 아내를 의심하지 말라 (중년 남자 役)
- 2014.07.05 노페인 노게인 (조감독 役)
- 2014.08.16 개구리 울음소리 (재판장 役)
- 2014.08.23 알카트레즈를 떠나며 (제인 父 役)
- 2014.09.13 그림 바깥의 풍경 (형사2 役)
- 2014.09.20 카사노바 따라잡기 (보출반장 役)
- 2014.10.04 너무도 당당한 그녀 (서순경 役)
- 2014.11.01 천국에서 온 편지 (경찰1 役)
- 2014.11.08 윤달 (사채업자2 役)
- 2014.11.29 가족의 탄생 (사내 役)
- 2014.12.06 예순님 (남1 役)
- 2015.01.03 문선생, 히말라야를 가다 (수영 役)
- 2015.01.10 매미를 엿보다 (쇠돌 役)
- 2015.01.18 첫사랑 사수 대작전 (손님1 役)
- 2015.01.24 소금이 온다 (면접관 役)
- 2015.01.31 쥐가 나타났다 (초밥집 사장 役)
- 2015.02.21 통화 (소팀장 役)
- 2015.02.28 봄, 재규어, 키스 (사내1 役)
- 2015.03.07 행복을 지켜드립니다 (담임 役)
- 2015.03.14 악행 컴퍼니 (사장 役)
- 2015.03.28 봄봄 (의사 役)
- 2015.04.18 어느 쨍한 날 (행인 役)
- 2015.04.25 논개 (의병1 役)
- 2015.05.02 장군멍군 (최중위 役)
- 2015.05.09 아버지의 이름으로 (의사 役)
- 2015.05.16 개과천선(改過遷善) (배변호사 役)
- 2015.05.30 엄마를 찾아줘 (남자 役)
- 2015.06.13 햇살에 쓰는 일기 (교감 役)
- 2015.06.20 동강 할미꽃 (진구 役)
- 2015.06.27 위대한 유산 (주민1 役)
- 2015.07.18 못난이들의 여름 (주인(P9) 役)
- 2015.08.01 푸르고 시린 (김판서 役)
- 2015.08.15 기적소리 (장수 役)
- 2015.08.22 세상은 요지경 (철호 役)
- 2015.08.29 죽거나 죽이거나 (친구 役)
- 2015.09.12 별일 없이 산다 (지부장 役)
- 2015.09.26 밑천인생 (형사 役)
- 2015.10.10 자살여행 (운전자 役)
- 2015.10.24 그녀의 마지막 로맨스 (사진사 役)
- 2015.11.15 만삭의 세입자 (의사 役)
- 2015.11.28 그녀, 웃다 (경식 役)
- 2015.12.12 카페라떼의 여자 (사장 役)
- 2015.12.19 몸 빌려주는 남자 (주인 役)

소설극장 (KBS 3라디오)
- 2014.04.09 ~ 2014.05.19 임형욱, 강풀 作 그대를 사랑합니다
- 2014.05.20 ~ 2014.08.15 루이자 메이 올컷 作 작은 아씨들 (아버지 마치 役)
- 2014.08.16 ~ 2014.09.12 노희경 作 세상에서 가장 아름다운 이별 (장박사 役)
- 2015.01.17 ~ 2015.05.07 미겔 데 세르반테스 作 돈키호테 (신부 役)
- 2015.05.08 ~ 2015.06.28 박민규 作 죽은 여왕을 위한 파반느 (나役)
- 2015.06.29 ~ 2015.08.15 프레데릭 배크만 作 오베라는 남자
- 2015.08.16 ~ 2015.10.02 은희경 作 새의 선물
- 2015.10.03 ~ 2015.11.26 이광수 作 무정 (김장로 役)
- 2015.11.27 ~ 2016.01.08 양귀자 作 원미동 사람들 中 불씨 (사내 役)
- 2014.12.15 ~ 2015.01.16 정재민 作 보헤미안 랩소디

라디오 극장 (KBS 한민족라디오)
- 2014.02.01 ~ 2014.02.28 정유정 作 내 인생의 스프링캠프
- 2014.03.01 ~ 2014.04.30 천명관 作 고래
- 2014.06.01 ~ 2014.06.30 김대현 作 홍도
- 2014.08.01 ~ 2014.08.31 최재도 作 백 마흔번째 날의 아침
- 2014.09.01 ~ 2014.09.30 류영국 作 만월까지
- 2014.10.01 ~ 2014.10.31 윤고은 作 밤의 여행자들
- 2014.11.01 ~ 2014.11.30 전명 作 파라한 (산탄 役)
- 2014.12.01 ~ 2014.12.31 손아람 作 소수의견
- 2015.01.01 ~ 2015.01.31 유영민 作 오즈의 의류수거함
- 2015.02.01 ~ 2015.02.28 조정래 作 인간연습
- 2015.03.01 ~ 2015.03.31 박지리 作 양춘단 대학탐방기 (종찬 役)
- 2015.05.01 ~ 2015.05.31 박민규 作 삼미 슈퍼스타즈의 마지막 팬클럽
- 2015.06.01 ~ 2015.06.30 이창훈 作 퇴계 이황이 된 고교 일진 라이언 (성 하버드 役)
- 2015.07.01 ~ 2015.07.31 김범 作 할매가 돌아왔다 (상우 役)
- 2015.09.01 ~ 2015.09.30 박하익 作 선암여고 탐정단 (정동수 役)
- 2015.10.01 ~ 2015.10.31 박수정 作 프로젝트 S (홍상윤 作)
- 2015.11.01 ~ 2015.11.30 정동재 作 『전우치』나는 술사(術士) 전우치로다
- 2015.12.01 ~ 2015.12.31 서진 作 하트 브레이크 호텔 (202호 役)
- 2016.01.01 ~ 2016.01.31 김휘 作 해마도시 (김석기 役)
- 2016.03.01 ~ 2016.03.31 김려령 作 가시고백 (조용창 役)

다큐멘터리 역사를 찾아서 (KBS 한민족라디오)
- 2014.06.15 제503편 세종, 성문법전을 정비하다 (이방원 役)
- 2014.06.29 제505편 세종이 생각한 죄와 벌 (관리3 役)
- 2014.07.06 제506편 법으로 다스리고 인정(仁政)으로 포용하다 (간관2 役)
- 2014.07.20 제508편 최만리는 왜 훈민정음을 반대했나 (신하2 役)
- 2014.08.03 제510편“한문 공부 잘 하려면 「언문」부터 배워라”(이선 役)
- 2014.08.10 제511편「용비어천가」를 지은 뜻은 (승지2 役)
- 2014.08.17 제512편 일본에 「통신사」를 보내다 (대신3 役)
- 2014.08.24 제513편 일본으로 간 통신사, 그 뜨거운 바닷길 (이종겸 役)
- 2014.09.14 제516편 소헌왕후의 죽음과 심온의 명예회복 (대신2 役)
- 2014.09.28 제518편 문종, 왕위에 오르다 (신미 役)
- 2014.10.05 제519편 갈등 - 왕실 불사(佛事) (대신 役)
- 2014.10.12 제520편「노산군 일기」어떻게 읽을 것인가 (전순의 役)
- 2014.10.19 제521편 수양은 대군(大君)에 만족하지 않았다 (이현로 役)
- 2014.10.26 제522편 김종서는 안평대군과 손을 잡았는가 (궁지기 役)
- 2014.11.02 제523편 「계 유 정 난」 (송석순 役)
- 2014.11.09 제524편 안평대군, 사약을 받다 (학사 役)
- 2014.11.16 제525편 이징옥은 왜 반기(叛旗)를 들었나 (이선문 役)
- 2014.11.23 제526편 수양대군, 실권을 장악하다 (남우량 役)
- 2014.12.07 제528편「단종 복위」 거사는 물거품이 되고 (대신1 役)
- 2014.12.14 제529편 「사 육 신」 (유응부 役)
- 2014.12.21 제530편 단종애사 (대신1 役)
- 2014.12.28 제531편 집현전을 혁파하다 (관리 役)
- 2015.01.04 제532편 단종과 사육신, 멀고 먼 신원(伸寃)의 길 (대신2/ 대신5 役)
- 2015.01.11 제533편「생육신」의 은거와 저항 (세종/ 관리2 役)
- 2015.01.18 제534편 횡행하는 난언(亂言) 그리고 언론탄압 (박신/ 화만 役)
- 2015.01.25 제535편 양녕대군, 세상을 떠나다 (남자/ 효령 役)
- 2015.02.01 제536편 세조의 주석(酒席) 정치와 ‘공신들의 세상’(이구/ 강맹경 役)
- 2015.02.08 제537편 무신들, 세조에게 반기를 들다 (홍응/ 관리 役)
- 2015.02.15 제538편 호적과 군적을 개정하다 (한명회 役)
- 2015.02.22 제539편 이시애, 난을 일으키다 (양성지 役)
- 2015.03.01 제540편 신숙주와 한명회를 의금부에 가두다 (신면 役)
- 2015.03.08 제541편 반란 진압군 출정하다 (대신1 役)
- 2015.03.15 제542편 석달 동안의 내전, 반란이 평정되다 (최적/ 이주 役)
- 2015.03.22 제543편 승정원으로 출근하는 재상-「원상(院相)」 (조석문 役)
- 2015.03.29 제544편 예종, 분경(奔競)을 엄단하다 (선전관 役)
- 2015.04.05 제545편 남이(南怡)는 반역을 모의했는가 (노사신 役)
- 2015.04.12 제546편 남이의 옥사, 어떻게 읽을 것인가 (장계지 役)
- 2015.04.19 제547편 남이장군과 북정가 (北征歌) (남희 役)
- 2015.04.26 제548편 대신이 두려워서 사초를 고쳤다! (이인석 役)
- 2015.05.03 제549편 한명회의 어린 사위가 왕위를 차지하다 (김국광 役)
- 2015.05.10 제550편 열세 살의 어린 임금과 수렴청정 (최세호 役)
- 2015.05.17 제551편 호패법을 폐하다 (권맹희 役)
- 2015.05.24 제552편 좌리공신(佐理功臣), 왜 필요했나 (이극돈 役)
- 2015.05.31 제553편 열세 살 어린 임금, 공부에 빠지다 (채수 役)
- 2015.06.07 제554편 회간왕, 그는 누구인가 (정인지 役)
- 2015.06.14 제555편 성종, 친정(親政)에 나서다 (윤사흔 役)
- 2015.06.21 제556편 원상제((院相制)를 폐지하고 홀로 서다 (박시형 役)
- 2015.06.28 제557편 훈구대신을 향한 대간의 탄핵공세 (현석규 役)
- 2015.07.05 제558편 집현전, 홍문관으로 부활하다 (정인지/ 대신1 役)
- 2015.07.12 제559편 홍문관의 힘 - 임사홍을 몰아내다 (이창신 役)
- 2015.07.19 제560편 숙의 윤씨, 중전에 올랐으나 (간관/ 도승지 役)
- 2015.07.26 제561편 성종은 왜 왕비를 폐하려 했나 (문중선 役)
- 2015.08.02 제562편 폐비 윤씨, 사약을 받다 (김계창 役)
- 2015.08.09 제563편 이상한 전쟁 - 성종 10년의 서북 정벌 (어유소 役)
- 2015.08.16 제564편 혹한의 압록강·무력시위·그리고 파진(罷陣) (정창손 役)
- 2015.08.30 제566편 어우동은 왜 죽어야 했나 (정창손 役)
- 2015.09.06 제567편 명나라 후궁 한씨, 환관 정동, 그리고 한명회 (간관2 役)
- 2015.09.13 제568편 한명회와 「압구정 사건」 (간관2 役)
- 2015.09.20 제569편 성종과 한명회 - 그 공존과 극복 (간관2 役)
- 2015.09.27 제570편 성종, 시(詩)와 술을 사랑한 군주 (대신1 役)
- 2015.10.04 제571편 대간의 세력 확장과 성종과의 갈등 (관원1 役)
- 2015.10.11 제572편 대간과 홍문관, 언론자유를 구가하다 (관원1 役)
- 2015.10.18 제573편 대사헌 성현을 외직으로 내치다 (대신2 役)
- 2015.10.25 제574편 두만강 너머로의 북방원정, 무엇을 남겼나 (승지2 役)
- 2015.11.08 제576편「사가독서」를 부활하다 (대신1/ 왕 役)
- 2015.11.15 제577편「유구국」으로 떠밀려간 제주 사람들 (격군1/ 노복 役)
- 2015.11.22 제578편 조선 유학자 최부의 중국 표류기 (태감 役)
- 2015.11.29 제579편 「표해록」은 어떻게 만들어졌나 (한신 役)
- 2015.12.06 제580편 세자 시절의 연산군, 어떤 인물이었나 (조지서 役)
- 2015.12.13 제581편 연산군과 대간, 「수륙재」를 두고 충돌하다 (간관2 役)
- 2015.12.20 제582편 도전받는 왕권 (간관2 役)
- 2015.12.27 제583편 국왕의 또 다른 측근 - 내시와 봉보부인 (대신 役)

책 읽는 밤 (KBS 3라디오)
- 2014.03.28 마크 트웨인 作 살인, 미스터리 그리고 결혼
- 2014.03.29 톨스토이 作 두 노인
- 2014.04.04 김유정 作 동백꽃/ 봄봄
- 2014.05.24 아서 코난 도일 作 착각한 병사
- 2014.10.18 파트릭 모디아노 作 어두운 상점들의 거리
- 2014.11.08 하버트 조지 웰스 作 우주 전쟁 (2)

다큐멘터리 혁신의 승부사 (KBS 1라디오)
- 2014.03.03 ~ 2014.05.13 손정의, 300년 기업을 꿈꾸다
- 2014.05.14 ~ 2014.07.25 게임, 산업으로 탄생하다
- 2014.07.28 ~ 2014.09.19 파괴적 혁신가, 알리바바의 마윈 (낭독)

KBS 라디오 특별기획 '부엉이 아저씨, 음악가 이야기 좀 들려주세요!' (KBS 3라디오)
- 2015.10.06 두번째 이야기 - 하이든
- 2015.10.07 세번째 이야기 - 모차르트
- 2015.10.09 다섯번째 이야기 - 슈베르트

### 오디오 드라마
- 햇살 속을 걷다 (BookCube) (윤규호 外役)

## 같이 보기
- 한국방송 성우극회